# عرفان (تصوف)
العرفان في التصوف هو المعرفة الغنوصية. يمكن اعتبار الباطنية الإسلامية على أنها مجموعة واسعة من الممارسات النظرية والعملية والتقليدية، وقد تتشابك مع التصوف، وفي بعض الحالات تطابق معها. ومع ذلك، فإن التصوف الإسلامي يُفترض أنه أحد العلوم الإسلامية إلى جانب اللاهوت والفلسفة. الباطنية الإسلامية هو مجموع الإدراك والمعارف التي تشابك بها الحب مع هيكل الوحي الإسلامي. كما ينبغي للطالب أن يؤمن بجميع هذه الأشياء ويثبتها.

## العرفان في اللغة
العرفان هو لفظ مشتق من المعرفة كما قال ابن فارس: «والأصل الآخر المعرفة والعرفان. تقول: عرف فلان فلانا عرفانا ومعرفة. وهذا أمر معروف».

## الصوفي في الباطنية
يقول ابن سينا في أحد كتبه في تعريف الباطنية على النحو التالي: هو يكون «الزاهد» عندما لا يسمح لنفسه بالملذات الجسدية ويترفع عن ملذات هذا العالم الجسمي. وهو «المتعبد» عندما يقوم بالصلوات والصيام والشعائر التعبدية الأخرى. أما «الصوفي» فهو الشخص الذي يمنع وعيه من الاهتمام بإي أمر غير الله ويوجهه إلى العالم المتسامي ليكون مستنيرًا بنور الله. ومع ذلك، في بعض الأحيان يمكن تطبيق اثنين أو كل هذه التسميات على شخص واحد.
وبحسب مؤسس الطريقة القادرية الصوفية عبد القادر الجيلاني العرفان هو الإقرار بوحدانية الله. ويتم تحقيق هذا القبول من خلال الدراسة على يد علماء مسلمين يقدمون نظرة ثاقبة للمعاني الداخلية للطقوس الإسلامية مثل الصلاة. وإن التفكير في ممارسة الإسلام بتوجيه من علماء المسلمين المحترمين هو شكل من أشكال "القرب من الله".

## العرفان عند الشيعة
يشير مصطلح العرفان عند الشيعة الإثني عشرية من ناحية أخرى، إلى المعرفة الباطنية التي يمكن الوصول إليها مع الالتزام بحدود الإسلام. من بين أشهر العلماء الشيعة المعاصرين المؤيدين للعرفان العلامة طباطبائي، روح الله الخميني، محمد تقي بهجت، السيد علي القاضي الطباطبائي، العلامة الطهراني، ونجله محمد محسن الحسيني الطهراني. يرى هؤلاء العلماء أنه يمكن تحقيق الكشف الباطني عن طريق الالتزام بالتعاليم الإسلامية والرياضات الشرعية.
يُعتبر الفيلسوف الإيراني صدر المتألهين الشيرازي الذي عاش في القرن السابع عشر، من أهم من حاول صياغة النظريات العرفانية والصوفية بشكل فلسفي مدخلا إياها بذلك إلى الفلسفة الإسلامية.

## أقوال العلماء في العرفان
1/ قال أبو القاسم القشيري: «المعرفة على لسان العلماء هو العلم، فكل علم معرفة وكل معرفة علم، وكل عالم بالله عارف، وكل عارف عالم وعند هؤلاء القوم المعرفة صفة من عرف الحق سبحانه بأسمائه وصفاته ثم صدق الله تعالى في معاملاته ثم تنقى عن أخلاقه الرديئة وآفاته ثم طال بالباب وقوفه ودام بالقلب اعتكافه فحظي من الله تعالى بجميل إقباله وصدق الله تعالى في جميع أحواله».
2/ قال أبو علي الدقاق: «من أمارات المعرفة بالله حصول الهيبة من الله تعالى فمن ازدادت معرفته ازدادت هيبته».
3/ قال أبو يزيد: «للخلق أحوال ولا حال للعارف لأنه محيت رسومه وفنيت هويته بهوية غيره وغيبت آثاره بآثار غيره».
4/ قال الواسطي: «لا تصح المعرفة وفي العبد استغناء بالله وافتقار إليه، قال الأستاذ: أراد الواسطي بهذا أن الافتقار والاستغناء من أمارات صحو العبد وبقاء رسومه لأنهما من صفاته، والعارف محو في معروفه فكيف يصح له ذلك وهو لاستهلاكه».

## روابط خارجية
- «التصوف في إيران» - موقع مرجعي للكتب الصوفية
- مقالات تتعلق عرفان على موقع الإسلام
- مدرسة الوحي - حفظ ونشر آثار العرفاء الشيعة خصوصا العلامة الطهراني والسيد محمد محسن الطهراني